# Ebullioscopio

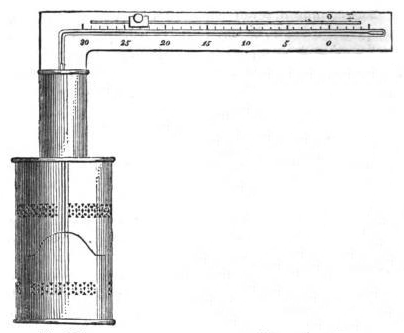
Ebullioscopio di Vidal

L'ebullioscopio o ebulliometro è uno strumento di misura del punto di ebollizione di una soluzione e per la determinazione di pesi molecolari mediante ebullioscopia.
Il primo ebullioscopio fu inventato nel 1838 da Brossard-Vidal e fu usato per la misura del grado alcolico. Il vantaggio di questo metodo è dato dalla scarsa influenza, sul punto di ebollizione, di altri componenti, come ad esempio il sughero. Questo, in confronto ai vecchi alcolimetri, i quali basavano le loro misurazioni sulla densità, che è più sensibile alla presenza di altri soluti.
Una versione successiva fu costruita dal chimico francese François-Marie Raoult, ma la difficoltà di determinazione dell'esatta temperatura fu superata dall'invenzione del termometro di Beckmann, nel 1887, da parte di Ernst Otto Beckmann.
Un altro tipo di ebullioscopio è stato inventato da Malligand.